# Rodney Rothman
Rodney Rothman (* 20. Jahrhundert) ist ein US-amerikanischer Autor, Produzent und Regisseur.

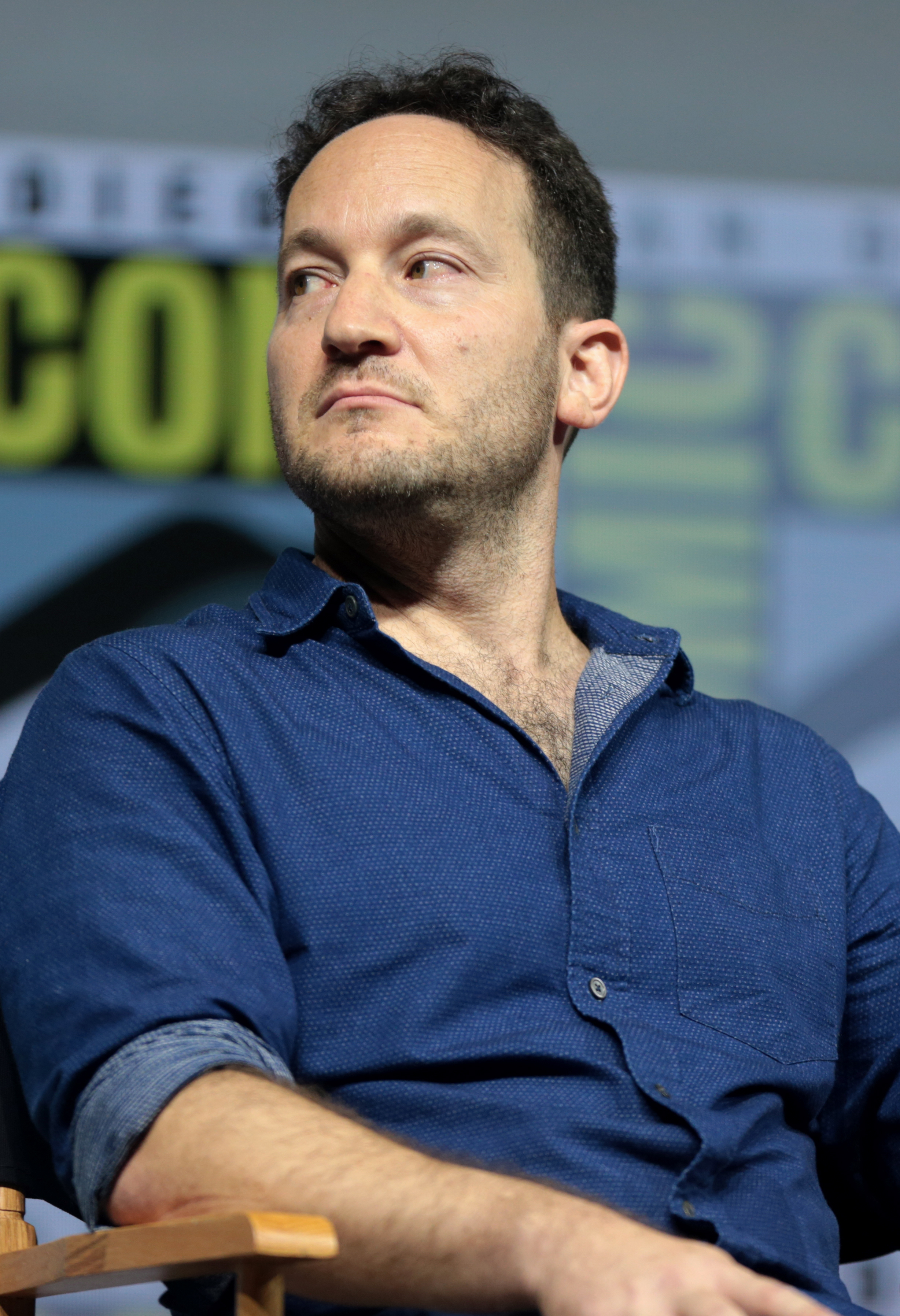
Rodney Rothman bei der Comic Con 2018 in San Diego

## Leben
Rodney Rothman studierte am Middlebury College, einer renommierten Kunsthochschule in den USA und machte dort seinen Abschluss im Jahre 1995. Im Alter von 21 Jahren wurde Rothman bei der Late Show with David Letterman Autor und schon drei Jahre später einer der head writer, wobei er nur 24 Jahre alt war, das jüngste Alter das ein head writer bei dieser Show je hatte. Die Show war ein Erfolg und Rothman wurde gemeinsam mit den anderen Autoren fünf Mal hintereinander für den Emmy in der Kategorie bestes Drehbuch für eine Varieté-, Musik- oder Comedysendung. Bei der 48. Primetime-Emmy-Verleihung wurde er dabei nicht für die Hauptsendung nominiert, sondern für das Late Show With David Letterman Video Special II. Bei den Preisverleihungen 1997, 1998, 1999 und 2000 wurde er dann für die Hauptsendung nominiert. Er konnte jedoch keine der begehrten Trophäen mitnachhause nehmen, da zweimal Dennis Miller Live (1996 und 1999), einmal Dress to Kill (Eddie Izzard) (2000), einmal Chris Rock: Bring the Pain und einmal The Chris Rock Show.
Nach seiner Zeit bei der Late Show with David Letterman schrieb Rothman vor allem Drehbücher und wendete sich mehr der Filmindustrie zu. So arbeitete er zuerst noch an Fernsehproduktionen wie Committed (2005), später jedoch vor allem bei Filmen Zwei vom alten Schlag oder 22 Jump Street. Bei dem von Sony produzierten Film Spider-Man: A New Universe schrieb Rothman nicht nur das Drehbuch gemeinsam mit Phil Lord, sondern waren er gemeinsam mit Bob Persichetti und Peter Ramsey die Regisseure des Filmes. Der Film war ein voller Erfolg, so gewann Rothman bei der 46. Annie-Award-Verleihung den Preis sowohl für seine Regie gemeinsam mit Bob Persichetti und Peter Ramsey als auch für sein Drehbuch mit Phil Lord. Bei den BAFTA Children’s Awards 2019 gewann er den Preis für den besten Spielfilm, bei den BAFTA Film Awards gewann er den Preis für den besten animierten Film gemeinsam mit Bob Persichetti, Peter Ramsey, Phil Lord und Chris Miller für diesen Film. Den wichtigsten Preis seiner Karriere gewann Rothman dann bei der 91. Oscarverleihung als er den Oscar in der Kategorie bester animierter Spielfilm gewann.
2021 gründete Rothman mit dem ehemaligen MGM Vizepräsidenten für Produktion Adam Rosenberg das Unternehmen Modern Magic, das in Zukunft darauf fokussiert sein soll, am Erstellen von Unterhaltung für das Publikum des 21. Jahrhunderts.

## Filmografie (Auswahl)
- 2001–2003: American Campus – Reif für die Uni? (Undeclared, Fernsehserie, 3 Episoden, Drehbuch)
- 2010: Männertrip (Get Him to the Greek, Produktion)
- 2012: Zwei vom alten Schlag (Grudge Match, Drehbuch)
- 2012: Fast verheiratet (The Five-Year Engagement, Produktion)
- 2014: 22 Jump Street (Drehbuch)
- 2016: Popstar: Never Stop Never Stopping (Produktion)
- 2018: Spider-Man: A New Universe (Spider-Man: Into the Spider-Verse, Regie und Drehbuch)

## Auszeichnungen (Auswahl)
Oscar:
- 2019: Gewinn in der Kategorie bester animierter Spielfilm gemeinsam mit Bob Persichetti, Peter Ramsey, Phil Lord und Chris Miller für Spider-Man: A New Universe

British Academy Film Award:
- 2019: BAFTA Children´s Award in der Kategorie bester Spielfilm gemeinsam mit Bob Persichetti, Peter Ramsey, Phil Lord und Chris Miller für Spider-Man: A New Universe
- 2019: BAFTA Film Award in der Kategorie bester animierter Spielfilm gemeinsam mit Bob Persichetti, Peter Ramsey, Phil Lord und Chris Miller für Spider-Man: A New Universe

Annie Awards:
- 2019: Gewinn in der Kategorie beste Regie bei einem Animationsfilm gemeinsam mit Bob Persichetti und Peter Ramsey
- 2019: Gewinn in der Kategorie beste Drehbuch bei einem Animationsfilm mit Phil Lord

Primetime-Emmy-Awards:
- 1996: Nominierung in der Kategorie bestes Drehbuch für eine Varieté-, Musik- oder Comedysendung mit 16 anderen Autoren
- 1997: Nominierung in der Kategorie bestes Drehbuch für eine Varieté-, Musik- oder Comedysendung mit 14 anderen Autoren
- 1998: Nominierung in der Kategorie bestes Drehbuch für eine Varieté-, Musik- oder Comedysendung mit 16 anderen Autoren
- 1999: Nominierung in der Kategorie bestes Drehbuch für eine Varieté-, Musik- oder Comedysendung mit 17 anderen Autoren
- 2000: Nominierung in der Kategorie bestes Drehbuch für eine Varieté-, Musik- oder Comedysendung mit 17 anderen Autoren